# AD Desamparadeña
La AD Desamparadeña es un equipo de fútbol aficionado de Costa Rica.

## Historia
En 1963 el cantón de Desamparados se convierte en campeón nacional de Tercera División (También llamadas Segundas Divisiones de Ascenso) y asciende a la Liga Mayor (Actual Liga de Ascenso Segunda División no Aficionada). Con el apoyo de fuertes empresarios y cafetaleros de la zona, logran conformar una fusión entre los distritos de Jericó, San Antonio, San Rafael Arriba y Abajo y El Jorón.
En ese entonces Víctor Bolaños quien era visor y D.T del Saprissa en ligas menores crea un convenio con la Asociación Desamparadeña para llevar jugadores a sus canteras. Entre estos el arquero Marco Antonio Rojas, quien con tan sólo 20 años  logra con los morados los títulos de Primera División de Costa Rica de 1972 a 1977.
Después de años en torneos juveniles y de canchas abiertas, nace en 1989 el Real Español de Barrio Fátima en San Antonio. Y logran el cetro de Tercera División de ANAFA a nivel Distrital y Cantonal por Desamparados.
Este club josefino clasifica por San José y asciende a la Liga Superior Aficionada junto con la A.D. Golfito, Escuela de Fútbol Álvaro Banchs de Escazú y la Unión Deportiva San Francisco de San Isidro de Heredia, que bajo la sombra de la duda clasifica en la ronda interregional, ya que el Club Deportivo Machado (Selección de Santa Bárbara) con refuerzos enviados por la Asociación Deportiva Barbareña debía ser el campeón herediano.
Fue fundado en el año 2016 en el cantón de Desamparados en la provincia de San José con el objetivo de que uno de los cantones más poblados de Costa Rica tenga un equipo de fútbol a nivel profesional algún día, ya que el cantón de Desamparados no cuenta con un equipo que los represente, a pesar de intentos anteriores por tener un equipo, como el caso de Brujas FC, equipo que jugó en la Primera División de Costa Rica y que tuvo como sede en Estadio Jorge Hernán "Cuty" Monge de Desamparados, aunque posteriormente el club desapareció.
Otro caso fue el de un club llamado Real Desamparados, que estuvo en la Segunda División de Costa Rica en 2010, y que después vendió la franquicia, pero AD Desamparadeña se considera el equipo que representa al distrito central del cantón, a diferencia de otros equipos en la Primera División de LINAFA del cantón, los cuales no representan al distrito central.
El equipo debuta en la Primera División de LINAFA en la temporada 2016/17.

## Palmarés

### LINAFA (Antes denominado ANAFA)
Torneos nacionales
- Tercera División de Costa Rica (1): 1963
- Campeón Nacional de Tercera División por ANAFA San José (1): 1989
- Subcampeón Nacional de Primera División de LINAFA: 2009-10